# Inglés moderno temprano
El inglés moderno temprano (Early Modern English) es la forma antigua del inglés de hoy, como una variante del Idioma anglosajón. Se trata del inglés practicado principalmente durante el Renacimiento, y más comúnmente asociado al lenguaje literario de William Shakespeare.
Cronológicamente se sitúa entre los siglos XVI y XVIII en las áreas pobladas por los anglonormandos (años 1450 a 1700 aproximadamente).

## Historia
Esta forma del inglés a menudo se llama erróneamente Viejo inglés o Inglés viejo. Por lo tanto, no se debe confundir con el Inglés viejo, el sobrenombre con el que apodaron a los descendientes de los colonos que llegaron desde Gales, Normandía e Inglaterra tras la invasión de Irlanda en 1171.
El verdadero viejo inglés es el término que designa al idioma inglés de la Alta Edad Media (aún más arcaico), mientras que el inglés moderno temprano es la forma lingüística del habla inglesa que se practicaba justo a finales del inglés medio (la última mitad del siglo XV) hasta 1650.
Así la primera edición de la Biblia del Rey Jacobo y las obras de William Shakespeare pertenecen a la fase tardía del inglés moderno temprano, aunque dicha Biblia preserva intencionalmente algunos arcaísmos que no eran ya extendidos en la época en que se publicó.
Precisamente bajo la larga tutela de éste monarca, florecieron las letras y las artes inglesas en general, continuando con lo realizado en ese aspecto por Isabel I de Inglaterra, por lo que el lenguaje inglés se transmitió fácilmente fuera de las fronteras europeas. Esto fue apoyado por el inicio de la expansión comercial, militar y cultural del Imperio Británico.
Las personas que leen el inglés actual generalmente pueden comprender al inglés moderno temprano, aunque es a menudo con numerosas dificultades debidas a los cambios gramaticales, a los cambios de sentido de las palabras, así como las diferencias de ortografía. 
La regulación de la ortografía ocurrió justamente durante el período del inglés moderno temprano, y es influida por algunos convenios internacionales que preceden al gran cambio vocálico del idioma. Esto explica una serie de ortografías no fonéticas del inglés moderno.

## Ortografía
La mayoría de las ediciones escritas regularizaron la ortografía, pero se puede aún encontrar:
- Palabras cuya letra U inicial se deletreaba originalmente V: vpon (upon 'sobre, a'), vnderstand (understand 'comprender').
- Se deletreaban algunas palabras con una letra v interna originalmente u: haue (have 'tener'), forgiue (forgive 'perdonar');
- Palabras que terminan hoy con c tenían terminación ck: muſick (music 'música'), phyſick (physic 'físico') y magick (magic 'magia').
- ſ por s, no en el final de una palabra donde se escribe s.

### "Contracción"
El inglés moderno temprano se caracterizó por el uso frecuente de contracciones inusuales para anglófonos actuales. 
Si hoy la contracción de IT is es inusual (la <i> de is es sustituida por un apóstrofo, dando it's), en el inglés moderno temprano, las contracciones eran al contrario algo distintas y hoy en desuso: ’tis, ’twas, ’twere, ’twill por it is, it was, it were, it will. Algunos otros ejemplos de contracción:
an’t please you por an it (an = if)
the morning comes upon's para upon us.
and after seem to chide‘em por chide them.

## Descripción lingüística

### Cambios consonánticos
- En inglés moderno temprano en muchos dialectos /r/ empieza a debilitarse (este cambió ya habían empezado en algunas variedades de inglés medio). El cambio empezó en el grupo /-rs-/ así bass 'lubina' < bærs y ass 'trasero, culo' < arse. En The Cely Letters (1472-1488) aparecen formas como passel en lugar de parcel 'paquete', lo cual muestra que en el siglo XV el cambio ya se daba en algunas variedades. En esos mismos textos aparecen hipercorrecciones como farther en lugar de father 'padre'. Hacia 1770 la vocal había desaparecido tras vocal en coda silábica en inglés meridional, aunque no en el resto de regiones, esto dio lugar a la diferencia entre dialécticos róticos (con /-r/) y no róticos (sin ella).
- Otra diferencia notable entre el inglés medio y el inglés moderno es la pronunciación -ing que en el período inicial frecuentemente se pronunciaba como [-ɪn] en lugar de [-ɪŋ], aunque esta última se generalizó a muchas variedades posteriormente aunque no a todas.
- El sonido /h/ se debilitó notablemente en la mayoría de posiciones, por ejemplo, en inglés ante líquidas y nasales ya se había perdido: hlaf > loaf 'hogaza, pan horneado', hnitu > nit 'liendre'. Posteriormente se generalizó ante aproximantes en la mayor parte de dialectos, por lo que se perdió la en muchos de ellos la diferencia entre which 'cual' y witch 'bruja'. Posteriormente se dio la pérdida parcial frente a vocal incluso en posición inicial, posiblemente por la influencia del francés. Pero la estigmatización de esa pérdida en ciertas posiciones llevó a que fuera reforzada incluso en palabras como history, hospital de origen francés que nunca había tenido [h] en posición inicial, siendo su presencia meramente ortográfica. Sin embargo, en algunas palabras se ha perdido la [h] sin excepción como en hour [aʊə(ɹ)] 'hora' o heir [ɛə(ɹ)] 'herencia'.
- En muchas variedades de inglés moderno /θ/ y /ð/ se articulan como [t] y [d] respectivamente. Esto parece remontarse al período del inglés moderno temprano donde palabras como debt o death sonaban igual y podían llegar a ser confunidas como en:
A man can die but once. We owe God a death (Shakespeare, 2 Henry 4 III, ii, 243)
- Un número importante de grupos consonánticos se simplifican /kC/ > /C/ como knight [knaɪxt] > [naɪt], /wC/ > /C/ write [wɹaɪt] > [ɹaɪt].
- Finalmente se pierde en todas las posiciones se pierde [x], reflejado en interior de palabra o posición final como -gh.

### Pronombres
Contrariamente al inglés actual, el inglés moderno temprano practicaba la distinción T-V (es decir, la distinción entre 'tú' y 'vosotros'). Había antiguamente dos versiones diferentes de la segunda persona al lugar de la única actual: thou 'tú' y you 'vosotros'.
- Segunda persona del singular: thou a la forma nominativa, thee (al acusativo o en casus generalis). Incluso desde que fue sustituido por you en todos los contextos (en algunas variedades se mantiene ye como forma de nominativo). Thou permanece aún empleado en las ocasiones solemnes, muy especialmente cuando se refiere a Dios, o en situaciones se refiere a un ser inferior.
- El pronombre posesivo correspondiente era thine el equivalente al your 'tu' actual. Thy se utilizaba ante palabras que comenzaban por consonantes.
- Segunda persona del plural: ye al nominativo y you al acusativo y casus generalis.
- El pronombre posesivo mine [maɪn], que significa 'mío' exclusivamente hoy en día, a menudo se utilizaba al lugar del my [maɪ] actual (mi), sobre todo delante de las vocales: mine eyes > my eyes.

### Conjugación
Si la conjugación del inglés actual se somete mayoritariamente a un sistema de verbo auxiliar, por ejemplo do, en el inglés moderno temprano la utilización de do era opcional y adquirió su valor gramatical actual a finales del siglo XVII. La conjugación se hacía sin auxiliar: I become not en vez de I do not become. 
A algunas personas se le añadían terminaciones al final de los verbos, de forma similar a como se hace en alemán o en francés: 
- A la segunda persona del singular se le añadía al final el sufijo -(e)st: thou takest en lugar del actual you take;
- A la tercera persona del singular se le añadía al final el sufijo -(e)th en vez del -(e)s actual: he taketh en vez del actual he takes. Pero los dos pierden su terminación en el subjuntivo.

## Desarrollo desde el Inglés medio
El inglés moderno temprano es la fase lingüística más cercana al inglés conocido actualmente. Su evolución desde el Inglés medio no fue solo una forma de cambiar el vocabulario o pronunciación, sino que fue un verdadero cambio en la historia del idioma.
Consistió en una era de una profunda evolución lingüística: desde una lengua con grandes  variaciones  en el dialecto, hasta ser sustituida por una nueva era con una lengua estandardizada por un léxico más rico, y fortalecida por una abundante literatura.
Gran cantidad de palabras nuevas entraron en el inglés, de forma directa o indirecta a partir de siglo XVI, debido al contacto que los británicos tuvieron con pueblos de lejanas tierras y al renacimiento del estudio de los clásicos. 
También se crearon nuevas palabras o neologismos. Shakespeare, por ejemplo,  creó más de 1600. muchas de las cuales aún se utilizan. Este proceso ha aumentado notablemente en la era moderna.
Por lo tanto, las obras de este autor son hoy familiares y comprensibles, 400 años después de ser escritas, mientras los trabajos de Geoffrey Chaucer y de William Langland, escritos solamente 200 años antes, son considerablemente más difíciles de entender para el lector medio.
Muchos estudiosos reconocen una siguiente etapa llamada inglés moderno tardío  (Late Modern English) entre los siglos XVIII a XX inclusive aproximadamente, relacionándolo básicamente con las conquistas británicas de gran parte del mundo, dada la influencia que recibió de las lenguas de los nativos. 
En consecuencia, esta etapa ocurre más que todo por esas circunstancias de enriquecimiento léxico, más que por una verdadera evolución fonética, gramatical u ortográfica del propio idioma.